# Kransnål
Kransnål (Chara) er en slægt af kransalger der forekommer både i ferskvand, brakvand og saltvand med lavere saltindhold som f.eks. Østersøen. Arterne der findes i ferskvand foretrækker relativvt "hårdt" vand og tåler dårligt vand med lave pH værdier. Arterne er også meget følsomme overfor forurening, og er blandt de første arter der forsvinder når en sø eller et vandløb udsættes for forurening. I renvandede søer på kalkstensbund kan de danne store undersøiske enge på ret store dybder.

## Opbygning
Chara er flercellede og ligner landplanters med stængelagtige og bladagtige strukturer, ligesom de forankrer sig i underlaget med noget der ligner jordstængler. Forgreningen af stængler og blade er kompleks sammenlignet med andre alger. Cellerne optager kalcium-salte og bliver derved stive, skøre og hårde at røre ved. Denne proces giver også planterne en karakteristisk og ubehagelig ram lugt. "Planten" er en gametofyt. Trods en overfladisk lighed med en række andre vand- og vådbundsplanter (som Vandspir, Hornblad, Padderok m.fl.) er der dog ingen relation med disse, og Chara arter kan næsten altid kendes fra disse på den grove opbygning, hårde overflade og ubehagelige lugt.

### Bark
Både de lange hovedskud og kransenes kortskud kan være dækket af bark, der er dannet som tråde, forløbende på langs af skuddene. Barkens tråde består dels af lange, dels af korte celler. Hvor kort-cellerne findes i barktrådene, ses de indskudt i afveksling med langceller. Barkens bygning er forskellig fra art til art, idet også forekomst af torne fra kortcellerne varierer. Hele algen kan få et loddent eller tornet udseende, hvor tornene er kraftigt udviklet. Der er ofte tætte kalkudfældninger på og i barken.

## Arter
- Skør kransnål (C. globularis Thuill.)
- Baltisk kransnål (C. baltica Bruzelius)
- Ru kransnål (C. aspera Dethard. ex Willd.)
- Tyk kransnål (C. tomentosa L.)